# Reformationsdagen
Reformationsdagen är en kyrklig minnesdag tillägnad reformationen som firas i en del protestantiska kyrkor, ofta på 31 oktober då Martin Luther sägs ha spikat upp sina 95 teser på kyrkporten i Wittenberg. 

## Reformationsdagen i Svenska kyrkan
Före 1889 utlystes ibland en särskild minnesdag för reformationen i samband med jubileer, första gången 1621. Från 1889 fick böndagarna bestämda teman, varav den andra böndagen utsågs till reformationsdag och firades i maj. I 1894 års kyrkohandbok tillkom en särskild bön för reformationsdagen.. I 1983 års evangeliebok avskaffades böndagarna och Reformationsdagen lades samman med Sexagesima.

### Bibeltexter
Söndagens tema enligt 2003 års evangeliebok är Det levande ordet. De bibeltexter som används för att belysa dagens tema är:
| Första årgången                                                       | Andra årgången                                                        | Tredje årgången                                                   | Psaltarpsalm     |
| Jesaja 55:8–11 Första Korinthierbrevet 1:18–25 Lukasevangeliet 8:4–15 | Psaltaren 119:129–135 Romarbrevet 10:13–17 Johannesevangeliet 7:40–52 | Jeremia 23:23–29 Hebreerbrevet 4:12–13 Johannesevangeliet 6:60–69 | Psaltaren 33:4–9 |

### Psalmer
Lista över psalmer som anknyter till Sexagesima.
- Verbums psalmbokstillägg (2003): 722 Ge oss än en stund av nåd.[6]

- Psalmer i 2000-talet: 808 Vad är Gud?, 823 Till glädjen, 854 I smyg, 877 Som solen glöder genom vinterdiset, 912 Psalm för ambivalenta, 961 Smaka och se.[6]

### Fotnoter
1. 1 2  Nationalencyklopedin: reformationsdagen
2. ↑  Nordisk familjebok: Reformationsfest
3. ↑  ”Den nuvarande evangelieboken”. Svenska kyrkan. 7 mars 2002. Arkiverad från originalet den 5 mars 2016. https://web.archive.org/web/20160305152001/https://www.svenskakyrkan.se/km-2002/skrivelser/2002-4/KsSkr2002-4-02.shtml. Läst 11 januari 2016.
4. ↑  ”Sexagesima eller reformationsdagen”. Svenska kyrkan. Arkiverad från originalet den 5 mars 2016. https://web.archive.org/web/20160305083909/https://svenskakyrkan.se/default.aspx?id=643711&helgdag=87. Läst 11 januari 2016.
5. ↑   Den svenska psalmboken med tillägg. Stockholm: Verbum. 2005. sid. 1338–1342. Libris ht7wjxh8f3k4gcqk. ISBN 978-91-526-5515-3
6. 1 2 3  Karlsson, Karin (2019). Psalmernas väg. Kommentarer till text och musik i Den svenska psalmboken med tillägg samt Psalmer i 2000-talet. "4". Visby: Wessmans Musikförlag. sid. 261. Libris q1j17q8mn6hjtltg. ISBN 978-91-877-1069-8